# Kinto Sol
Kinto Sol est un groupe de hip-hop mexicain, originaire d'Iramuco, Guanajuato. Il est l'un des groupes les plus significatifs de hip-hop et le genre musical est connu sous le nom de chicano rap. Peu après la création du groupe, ils se sont unis au rappeur El Chivo.

## Biographie
Le groupe comprend trois frères : DJ Payback Garcia (Javier Garcia), El Chivo (Eduardo Garcia) et Skribe (Manuel Garcia) ; originaires de Iramuco, Guanajuato, Mexique, ils se délocalisent aux États-Unis très jeunes à cause de problèmes financiers. Ils rappent principalement en espagnol, mêlant musique mexicaine et beats hip-hop, donnant ainsi un style musical unique. Ils possèdent leur propre label, Virus Enterprises LLC, spécialisé dans le chicano rap.
Los Hijos Del Maiz est récompensé album chicano rap de l'année pour son contenu et ses ventes. El Chivo compte, de son côté, deux albums solo indépendants. Son dernier album, Cicatrices, atteint la 5e place des Latin Billboard Charts Latin Rhythm Album et ce sans promotion d'un label.
El Ultimo suspiro est leur sixième album studio par Kinto Sol publié le 19 octobre 2010 chez Machete Music. L'album atteint la première place des Latin Billboard Charts Latin Rhythm.

## Discographie
- 1999 : Kinto Sol
- 2000 : Del Norte al Sur
- 2003 : Hecho en México
- 2005 : La Sangre Nunca Muere
- 2007 : Los Hijos del Maíz
- 2009 : Cárcel de Sueños
- 2010 : El Último suspiro
- 2012 : Familia, fe y patria
- 2013 : La Tumba del alma
- 2015 : Protegiendo el Penacho
- 2016 : Lo que no se olvida
- 2017 : Somos Once
- 2018 : Lengua Universal